# Xenopsylla cheopis
A Xenopsylla cheopis é uma espécie tendencialmente cosmopolita de pulga, distribuída geograficamente nas regiões tropicais e subtropicais e em algumas áreas temperadas. É a espécie de pulga mais encontrada em ratos, sendo os ratos domésticos os hospedeiros mais comuns.

## Descrição
Xenopsylla cheopis é cosmopolita e Xenopsylla brasiliensis é uma espécie africana também espalhada pela América do Sul. Ocorre nos mesmos ecótopos de X. brasiliensis e Pulex irritans, podendo ser distinguida dessas por apresentar cerda pré-oculares e cerdas em forma de "V" na borda posterior da cabeça. Tem longevidade média de 100 dias, se alimentadas.
A X. cheopis é o principal responsável pela transmissão da peste bubônica ou peste negra (entre ratos e desses para o homem). O agente etiológico da peste é o bacilo gram-negativo Yersinia pestis, transmitido ao homem pela picada da pulga do rato previamente infectado. Pelas fezes, essas pulgas transmitem tifo murino, doença infecciosa aguda causada pela Rickettsia tiphi, uma zoonose própria dos ratos mas que eventualmente atinge o homem quando trabalha em locais infestados por ratos.
Emergencialmente faz-se o controle químico das pulgas e, a longo prazo, deve-se evitar a proliferação dos roedores nas habitações e depósitos de alimentos através de adequada educação sanitária.